# Dirección General de Política Exterior
La Dirección General de Política Exterior de España, oficialmente Dirección General de Política Exterior y de Seguridad, es el órgano directivo del Ministerio de Asuntos Exteriores, Unión Europea y Cooperación, adscrito a la Secretaría de Estado de Asuntos Exteriores y Globales, que se encarga de ejecutar las directrices del Secretario de Estado en lo relativo a la formulación y ejecución de la política exterior en sus planteamientos y objetivos globales, y, especialmente, en la coordinación de la política exterior española con respecto a la Política Exterior y de Seguridad Común de la Unión Europea que, bajo las orientaciones del Consejo Europeo y de las decisiones aprobadas por el Consejo de Asuntos Exteriores, tiene al frente al Alto Representante apoyado por un Servicio Europeo de Acción Exterior de España.
Directamente, asiste al Secretario de Estado en la propuesta y ejecución de la política exterior en sus planteamientos y objetivos globales; coordina a las direcciones generales dependientes; realiza el seguimiento y análisis de aquellas cuestiones de carácter global que afecten a la comunidad internacional en su conjunto y requieran una respuesta concertada de la misma, y la definición y coordinación de la posición de España y, asimismo, asume la coordinación de la representación institucional de España en los foros multilaterales en los que se aborden las amenazas híbridas y la ciberseguridad, las actividades de índole política y jurídica relacionadas con estas materias, tanto de los órganos principales de las Naciones Unidas y de sus órganos subsidiarios, comités y grupos de trabajo dependientes, como de otros organismos internacionales; la coordinación general de la acción del Departamento en las iniciativas y el seguimiento de los asuntos estratégicos relacionados con las amenazas híbridas y la ciberseguridad; el seguimiento de las actividades y negociaciones en los foros en los que España participe; y el seguimiento de los acuerdos sobre las amenazas híbridas y ciberseguridad de los que España forme parte, en colaboración con los restantes Departamentos competentes.
Finalmente, realiza el seguimiento y la coordinación de los distintos órganos del Ministerio de Asuntos Exteriores, Unión Europea y Cooperación y de otros Departamentos ministeriales, de los diversos regímenes de medidas restrictivas impuestas en el marco de la política exterior; coordina la política migratoria en el ámbito multilateral, en el de la Unión Europea y en el de las relaciones bilaterales con otros países, y es responsable de proponer y ejecutar la política española respecto a la Organización para la Seguridad y la Cooperación en Europa (OSCE).

## Historia
La Dirección General de Política Exterior nace en octubre de 1942, agrupándose en ella, como centro directivo, las secciones del Ministerio de Asuntos Exteriores que asumían la política exterior del Gobierno (las secciones de Europa, de Ultramar y Asia y de Relaciones Culturales). A partir de 1946 esta dirección general ejecutaba la política exterior sobre Europa, Santa Sede, América, África y Oriente Próximo y sobre Filipinas y Extremo Oriente. Asimismo, administraba el Registro de Tratados y, en general, se encargaba de los convenios internacionales.
En marzo de 1951 se reforma la estructura de la dirección general creando en su interior una dirección para organismos políticos internacionales. En octubre de 1957, tras la independencia de Marruecos, se suprime la dirección general que administraba los asuntos sobre el Protectorado y parte de sus funciones son asumidas por esta dirección general.
La dirección general es suprimida el 2 de abril de 1966 al crearse la Subsecretaría de Política Exterior que asumía sus funciones, órgano que se suprime en el 21 de febrero de 1970 recuperándose la dirección general asumiendo la política exterior sobre Europa, América del Norte y Extremo Oriente, Iberoamérica y África, Próximo Oriente y Oriente Medio.
A partir de 1976 la Dirección General de Política Exterior se suprime pues sus funciones se distribuyen hasta en cuatro direcciones generales distintas que se encargaban de desarrollar las directrices generales de política exterior para las regiones que les correspondían.
Esta división de la política exterior cesa en 2004, cuando se recupera la dirección general para que vuelva asumir la dirección política sobre la política exterior del Ministerio. Se componía de dos subdirecciones generales: de Política Exterior, y de Política Exterior y de Seguridad Común. A partir de 2011 la dirección general asume directamente las competencias sobre la política exterior europea y pasa a denominarse Dirección General de Política Exterior, Europa y Seguridad y aparecen las subdirecciones generales de Seguridad, y de No Proliferación y Desarme.
En 2012, debido a la necesidad de recortar gasto público por las crisis económica, adquiere competencias sobre ciertos organismos internacionales, denominándose Dirección General de Política Exterior y Asuntos Multilaterales, Globales y de Seguridad y componiéndose de hasta ocho subdirecciones generales y dos oficinas. Eran las subdirecciones «de Política Exterior, Consejo de Europa y OSCE», «de Política Exterior y de Seguridad Común», «de Seguridad y Operaciones de Mantenimiento de la Paz», «de No Proliferación y Desarme», «de Asuntos Internacionales de Terrorismo», «de Naciones Unidas y Asuntos Globales», «de Organismos Internacionales Técnicos» y «de Europa Oriental y Asia Central», y las oficinas «de Derechos Humanos» y «de Asuntos de Gibraltar».
Una vez estabilizada la economía, la fusión de competencias de la dirección general de Política Exterior, con las direcciones generales de Asuntos Multilaterales y de Seguridad ya no era necesaria y, para mejorar la eficacia de la política exterior, en 2015 el Gobierno decide separar las competencias y la dirección general política exterior asume sus competencias históricas como director político y las referidas a la seguridad común, estableciendo la estructura que hoy está vigente.
En 2022, se ampliaron sus competencias al ámbito migratorio, adscribiéndosele la Oficina de Asuntos Migratorios que antes dependía directamente del ministro, y sobre la política exterior en relación con la Organización para la Seguridad y la Cooperación en Europa (OSCE).

### Denominaciones
- Dirección General de Política Exterior (1942-1966; 1970-1976; 2004-2011)
- Dirección General de Política Exterior, Europa y Seguridad (2011-2012)
- Dirección General de Política Exterior y Asuntos Multilaterales, Globales y de Seguridad (2012-2015)
- Dirección General de Política Exterior y de Seguridad (2015-presente)

## Estructura y funciones
Aparte de las funciones ya mencionadas, la dirección general, como órgano directivo, ejerce sus funciones a través de sus órganos dependientes, siendo éstos:
- La Subdirección General de Política Exterior y de Seguridad Común, a la que corresponde la coordinación y seguimiento, en su calidad de Director Político, de la participación de España en la Política Exterior y de Seguridad Común de la Unión Europea, incluida la Política Común de Seguridad y de Defensa, la preparación y el seguimiento de las reuniones del Consejo de Asuntos Exteriores y del Comité Político y de Seguridad de la Unión Europea, y la representación de España en otras reuniones a nivel de direcciones políticas.
- La Subdirección General de Asuntos Internacionales de Seguridad, órgano competente para la definición estratégica de la posición de España sobre cuestiones internacionales de seguridad, en los ámbitos tanto multilateral como bilateral; la coordinación de la representación institucional de España en los foros multilaterales en que se aborden los asuntos de seguridad, las actividades de índole política y jurídica relacionadas con esta materia, tanto de los órganos principales de las Naciones Unidas como de sus órganos subsidiarios, comités y grupos de trabajo dependientes, así como en la Organización del Tratado del Atlántico Norte, la Organización para la Seguridad y la Cooperación en Europa y otros organismos regionales de seguridad; y el seguimiento de las operaciones y misiones de paz, y la coordinación de los distintos órganos del Ministerio de Asuntos Exteriores, Unión Europea y Cooperación y de otros Departamentos ministeriales en relación con la participación de España en las mismas.
- La Subdirección General de No Proliferación y Desarme, encargada de la coordinación de la representación institucional de España en los foros multilaterales en los que se aborde la no proliferación y el desarme, las actividades de índole política y jurídica relacionadas con estas materias, tanto de los órganos principales de las Naciones Unidas como de sus órganos subsidiarios, comités y grupos de trabajo dependientes; la coordinación general de la acción del Departamento en las iniciativas y el seguimiento de los asuntos estratégicos relacionados con la no proliferación, el desarme y las nuevas amenazas; el seguimiento de las actividades y negociaciones de desarme y de control de armamentos en el marco de las Naciones Unidas y de la OSCE y de otros foros específicos en los que España participe; y el seguimiento de la verificación general de los acuerdos de desarme y de control de armamento de los que España forme parte, en colaboración con los restantes Departamentos competentes.
- La Subdirección General de Sanciones y Cooperación Internacional contra el Terrorismo, las Drogas y la Delincuencia Organizada, que asume la coordinación de la representación institucional de España en los foros multilaterales en que se aborden los asuntos de terrorismo, las actividades de índole política y jurídica relacionadas con esta materia, tanto de los órganos principales de las Naciones Unidas y de sus órganos subsidiarios, comités y grupos de trabajo dependientes, como de otros organismos internacionales; la coordinación de la acción del Departamento en las iniciativas y en el seguimiento de los asuntos internacionales de terrorismo; y el análisis continuado del terrorismo como elemento estratégico en la definición de las actuaciones del Ministerio de Asuntos Exteriores, Unión Europea y Cooperación.
- La Oficina de Asuntos Migratorios, a la que corresponde el ejercicio de la coordinación de la política migratoria en el ámbito multilateral, en el de la Unión Europea y en el de las relaciones bilaterales con otros países, junto con los órganos de otros departamentos ministeriales competentes en esta materia.

## Directores generales
El director general ejerce las competencias inherentes a su responsabilidad de dirección y aquellas que le sean delegadas por el Secretario de Estado e impulsa la consecución de los objetivos y la ejecución de los proyectos propios de la política exterior española en las áreas y campos indicados, controlando su cumplimiento, supervisando y coordinando la actividad de los órganos directivos adscritos e impartiendo instrucciones a sus titulares. Igualmente, en tanto que director político, representa a España en el Comité Político y de Seguridad de la Unión Europea.
- José María Doussinague (1942-1946)
- José Sebastián de Erice y O'Shea (1946-1952)
- Mariano de Yturralde y Orbegoso (1952-1953)
- Juan de las Bárcenas y de la Huerta (1953-1957)
- Ramón Sedó Gómez (1957-1966)
- Fernando Rodríguez-Porrero y de Chávarri (1970-1973)
- José Luis los Arcos y Elío (1973-1976)
- Rafael Dezcallar de Mazarredo (2004-2008)
- Alfonso Lucini Mateo (2008-2011)
- Santiago Cabanas Ansorena (2011-2013)
- Ignacio Ybáñez Rubio (2013-2014)
- Enrique Ignacio Mora Benavente (2014-2020)[13]
- Fidel Sendagorta Gómez del Campillo (2020-2021)[14]
- Federico de Torres Muro  (2021-2022)[15]
- Guillermo Ardizone García (2022-2024)[16]
- Alberto José Ucelay Urech (2024-)[17]